# سولماز غنی
سولماز غنی (زادهٔ  ۲۷ مرداد ۱۳۵۶) بازیگر سینما و تلویزیون اهل ایران است.
او در سال ۱۳۸۰ در فیلم اتانازی و سپس تیک آف وارد سینما شد، بازیگری در تلویزیون را با مجموعه تلویزیونی تب سرد (۱۳۸۲) آغاز و در مجموعهٔ پنج کیلومتر تا بهشت (۱۳۹۰) و سرنوشت (۱۳۸۶) به خوبی شناخته شد.

## آثار

### سینمایی
- هناس (۱۴۰۰، حسین دارابی)[۱]
- رضا (۱۳۹۶، علیرضا معتمدی)
- مزرعه کودکی (۱۳۹۱، سید مهدی برقعی)
- تیک آف (۱۳۸۱، آرش معیریان)
- اتانازی (۱۳۸۰، رحمان رضایی)

### تلویزیونی
| سال  | نام مجموعه              | کارگردان            | شبکه                   |
| ---- | ----------------------- | ------------------- | ---------------------- |
| ۱۳۷۹ | با من بمان              | حمید لبخنده         | شبکه ۳                 |
| ۱۳۸۰ | هزاران چشم              | کیانوش عیاری        | شبکه ۳                 |
| ۱۳۸۲ | تب سرد                  | علیرضا افخمی        | شبکه ۳                 |
| ۱۳۸۴ | پایان نمایش             | بهمن زرین‌پور        | شبکه ۱پخش در دهه فجر   |
| ۱۳۸۶ | سرنوشت                  | محمدرضا زهتابی      | شبکه ۱                 |
| ۱۳۸۹ | خون‌بها                  | جواد مزدآبادی       | شبکه ۱                 |
| ۱۳۸۹ | نون و ریحون             | فرزاد مؤتمن         | شبکه ۵ / مناسبتی رمضان |
| ۱۳۸۹ | پنج کیلومتر تا بهشت     | علیرضا افخمی        | شبکه ۳مناسبتی رمضان    |
| ۱۳۹۰ | سقوط آزاد               | علیرضا امینی        | شبکه ۱                 |
| ۱۳۹۴ | دردسرهای عظیم (فصل دوم) | برزو نیک‌نژاد        | شبکه ۳                 |
| ۱۳۹۶ | پنچری                   | برزو نیک‌نژاد        | شبکه ۳                 |
| ۱۳۹۸ | حکایت‌های کمال           | قدرت‌الله صلح‌میرزایی | شبکه ۲                 |
| ۱۳۹۹ | ملکه گدایان             | حسین سهیلی زاده     | فیلیمو                 |
| ۱۴۰۱ | از سرنوشت (فصل چهارم)   | محمدرضا خردمندان    | شبکه ۲                 |
| ۱۴۰۱ | آفتاب پرست              | برزو نیک نژاد       | فیلم نت                |
| ۱۴۰۱ | مترجم                   | بهرام توکلی         | نماوا                  |

### تئاتر
وقایع اتفاقیه، (۱۳۹۷)، (تماشاخانه سنگلج)، به کارگردانی شهرام عبدلی
نمایش اپرای ۹۰ به کارگردانی عباس عبدا…‌زاده در بهمن و اسفند ۹۸ در عمارت نوفل لوشاتو به روی صحنه رفت.